# Linux (planetka)
(9885) Linux je planetka obíhající v prostoru mezi Marsem a Jupiterem. Byla objevena 12. října 1994 v rámci projektu Spacewatch. Její předběžné označení bylo 1994 TM14.
Tato planetka je pojmenována podle jádra operačního systému Linux. Pojmy či jmény ze světa svobodného softwaru byly pojmenovány i další planetky, jako např. (9793) Torvalds, (9882) Stallman či (9965) GNU.